# Lucky Millinder
Lucius Venable Lucky Millinder, né le 8 août 1910 à Anniston (Alabama), mort le 28 septembre 1966 à New York, était un musicien américain de rhythm and blues et de swing.
Le pianiste de jazz Billy Kyle a débuté dans son orchestre, dans les années 1930.